# Ludwig Heinrich Nordmann
Ludwig Heinrich Nordmann (* 11. September 1755 in Quedlinburg; † 1813 oder 1814 in Plötzkau) war ein Offizier, Rechtsgelehrter und Schriftsteller. Unter anderem war er königlich-preußischer Gouvernements-Auditeur zu Magdeburg, preußischer Kriegsrat und fürstlicher Kammerrat.

## Leben
Nordmann hat von 1773 bis 1776 in Halle (Saale) Rechtswissenschaft studiert, 1778 wurde er Gouvernements-Auditeur. Als Oberauditeur hat er 1787 am preußischen Einmarsch in die Niederlande teilgenommen, 1790 als Kriegsrat am Schlesienfeldzug. Von 1795 an war er Fürstlich Anhalt-Schaumburgischer Kammerrat zu Hoym im Schaumburgischen.
Als Verfasser der Traktate „Ueber Staatsverfassung, Geldpreis, Erwerb und Abgaben“ (1792) und „Ueber innere und äussere Staatskunst, Geldumlauf, Handel, Erwerb und Abgaben“ (1798) ist er in der Enzyklopädie „Das gelehrte Teutschland, oder Lexikon der jetzt lebenden teutschen Schriftsteller“ sowie im „Anhalt’schen Schriftsteller-Lexikon“  aufgeführt. Nordmann ist Onkel ersten Grades mütterlicherseits von Friedrich Ludwig Sander.
| Personendaten    | Personendaten                                          |
| ---------------- | ------------------------------------------------------ |
| NAME             | Nordmann, Ludwig Heinrich                              |
| KURZBESCHREIBUNG | deutscher Offizier, Rechtsgelehrter und Schriftsteller |
| GEBURTSDATUM     | 11. September 1755                                     |
| GEBURTSORT       | Quedlinburg                                            |
| STERBEDATUM      | 1813 oder 1814                                         |
| STERBEORT        | Plötzkau                                               |